# Тахо-Годи, Хаджи-Мурат Алибекович
Хаджи-Мурат Алибекович Тахо-Годи (9 января 1919, Махачкала, РСФСР — 9 февраля 2002, Москва, Россия) — советский и российский учёный-правовед, специалист в области криминалистики, кандидат юридических наук (1951), профессор (1973). Участник Великой Отечественной войны. Заслуженный юрист  Российской Федерации.

## Биография
Родился 9 января 1919 года в г. Махачкала Дагестанской области. Даргино-русского происхождения.
Отец — Тахо-Годи, Алибек Алибекович — революционер и видный государственный деятель. Член ЦИК СССР, профессор МГУ им М. В. Ломоносова. Заведующий отделом ЦК ВКП(б).
Учился в СОШ № 1 г. Махачкалы, далее в 1929 году семья переехала в Москву.
После окончания столичной школы, как сын врага народа не мог поступить в университет, после войны окончил Московский юридический институт.
В декабре 1942 года призван на фронт. Участник Великой Отечественной войны в составе 8 полка 6 гвардейской воздушно-десантной дивизии II Украинского фронта, гвардии старший сержант.
Скончался 9 февраля 2002 году в возрасте 83 лет. Похоронен в городе Москва на Ваганьковском кладбище в ограде могилы философа А. Ф. Лосева.
Заслуженный юрист Российской Федерации. Награждён орденами Отечественной войны 1 степени, Трудового Красного Знамени, «Знак Почёта», медалями «За отвагу», «За боевые заслуги», «За освобождение Праги», «За победу над Германией» и рядом наград, а также Почётной Грамотой Президиума Верховного Совета РСФСР.

## Научно-педагогическая деятельность
С 1945 по 1962 г.г — сотрудник физико-технического отдела со спектральной лабораторией Научно-исследовательского института судебной медицины Минздрава СССР.
В 1951 году защитил диссертацию на соискание учёной степени кандидата юридических наук по теме: «Стереофотография в криминалистике».
С 1962 по 1985 г.г — преподаватель и заведующий научно-исследовательской лабораторией судебно-трасологических и баллистических экспертиз ЦНИИСЭ Минюста РСФСР.
С 1974 по 1985 г.г — заместитель директора ЦНИИСЭ Минюста РСФСР по научной работе, профессор.
С 1985 по 2000 г.г — сотрудник лаборатории трасологической экспертизы Российского федерального центра судебной экспертизы
Автор более 100 фундаментальных научных работ по криминалистике, которые пользуются популярностью и по сей день, в том числе монографии «Пособие по основам научной фотографии в судебной медицине», издательства: Медицина" 1965 г.

## Семья
- Отец, Тахо-Годи, Алибек Алибекович — член ЦИК СССР, Прокурор, нарком просвещения, юстиции, труда ДАССР. Доктор права, профессор МГУ им М. В. Ломоносова.
- Сестра, Тахо-Годи Аза Алибековна — заслуженный деятель науки РФ и РД, доктор филологических наук, профессор. Заслуженный профессор МГУ им М. В. Ломоносова.
- Сестра, Тахо-Годи, Муминат Алибековна — Заслуженный деятель науки Северо-Осетинской АССР, доктор филологических наук, профессор СОГУ им К. Хетагурова.
- Племянница, Тахо-Годи, Елена Аркадьевна — доктор филологических наук, профессор МГУ им М. В. Ломоносова.